# ماركو لوكتشينيلي
ماركو لوكتشينيلي (بالإيطالية: Marco Lucchinelli)‏ هو متسابق دراجات نارية إيطالي فاز ببطولة سباق الجائزة الكبرى للدراجات النارية. نافس في سباقات بطولة العالم لفئة 500 سي سي ولفئة 350 سي سي ولفئة 50 سي سي. كما شارك في بطولة العالم للسوبربايك.

## البطولات
- سباق الجائزة الكبرى للدراجات النارية 1981

## روابط خارجية
- ماركو لوكتشينيلي على موقع ميوزك برينز (الإنجليزية)
- ماركو لوكتشينيلي على موقع ديسكوغز (الإنجليزية)
- ماركو لوكتشينيلي على موقع MotoGP.com (الإنجليزية)
- ماركو لوكتشينيلي على موقع WorldSBK.com (الإنجليزية)
- ماركو لوكتشينيلي على موقع CONI honoured athlete website (الإيطالية)